# یواس‌اس توینینگ (دی‌دی-۵۴۰)
یواس‌اس توینینگ (دی‌دی-۵۴۰) (به انگلیسی: USS Twining (DD-540)) یک کشتی بود که طول آن ۱۱۴٫۷ متر (۳۷۶ فوت) بود. این کشتی در سال ۱۹۴۳ ساخته شد.